# Massimiliano Allegri
Massimiliano Allegri (født 11. august 1967) er en italiensk fodboldtræner, og tidligere fodboldspiller, som er træner for Serie A-klubben Milan. Han har vundet Serie A seks gange i sin karriere, næstflest nogensinde, kun overgået af Giovanni Trapattoni. 

## Klubkarriere
Allegri spillede som midtbanespiller i sin karriere, og spillede for en lang række klubber på tværs af de forskellige rækker i Italien. Hans nok mest succesfulde periode som spiller kom hos Pescara og Cagliari, hvor han spillede en årrække i Serie A.
Allegri var involveret i en matchfixing sag i 2000 efter en Coppa Italia-kamp mellem Atalanta og Allegris daværende hold Pistoiese. Seks spillere, herunder Allegri, endte med at blive bandlyst fra professionelt fodbold i et år som resultat.

## Trænerkarriere

### Tidlige karriere
Allegri begyndte sin trænerkarriere hos Serie C1-klubben Aglianese, hvor han også havde tilbragt de sidste to år af sin spillerkarriere. Han tilbragte herefter en sæson hos S.P.A.L og to korte perioder hos Grosseto.
Han blev i august 2007 hyret af Sassuolo, og imponerede i sin ene sæson med klubben, da han ledte dem til at rykke op i Serie B for første gang i klubbens historie.

### Cagliari
Allegri blev ansat af Serie A-klubben Cagliari, en klub hvor han tidligere havde været som spiller, i maj 2008, hvilke var hans første job i den bedste række. Han imponerede i sine to sæsoner med klubben, hvor han ledte dem til solide placeringer midt i tabellen, på trods af klubben havde et af de mindste budgetter i ligaen.

### Milan
Allegri blev ansat af A.C. Milan i juni 2010, og havde succes med det samme, da han ledte dem til at vinde mesterskabet i sin første sæson med klubben, hvilke også var klubbens første mesterskab siden 2004.
Det lykkedes dog ikke at genskabe denne succes i de kommende sæsoner, og mesterskabet glippede i både 2012 og 2013, hvor de sluttede på henholdsvis anden- og tredjepladsen. Det gik dog helt galt i 2013-14 sæsonen, og Allegri blev som resultat fyret i januar 2014 med Milan på tidspunktet liggende på 11. pladsen.

### Juventus

#### 2014-19
Allegri blev hyret af Juventus i juli 2014. Ansættelsen blev mødt af en del af kritik, men det ophørte efter han ledte Juventus til at vinde mesterskabet i sin debutsæson, hvilke var klubbens fjerde i streg. I samme sæson ledte han klubben til UEFA Champions League finalen, men tabte her til Barcelona.
På trods af en skuffende start på sæsonen, så lykkedes det Juventus at forsvare mesterskabet i 2015-16 sæsonen. De fortsatte denne succes i 2016-17 sæsonen, hvor de vandt deres sjette mesterskab i streg som den første klub i italiensk fodbolds historie. Klubben vandt igen mesterskabet i både 2017-18 og 2018-19 sæsonen. På trods af, at han havde vundet fem mesterskaber i sine fem sæsoner med klubben, så forlod Allegri ved udgangen af 2018-19 sæsonen på grund af skuffende resultater i europæiske tuneringer.

#### 2021-24
To år efter at have forladt klubben, så blev Allegri genansat af Juventus i maj 2021 som erstatning for den fyret Andrea Pirlo. Hans første sæson tilbage med klubben var dog en skuffelse, da Juventus endte 2021-22 sæsonen uden et eneste trofæ, hvilke var første gang siden 2010-11. Juventus gik uden trofæer igen i 2022-23 sæsonen, og havde hermed for første gang siden 1986-88 en toårig periode uden et eneste trofæ.
Det lykkedes for Allegri at bryde denne trofætørke ved at vinde Coppa Italia 2024. Han endte dog med at få rødt kort under kampen for at brokke sig over dommerne, og efter kampen truede han en journalist og nægtede at snakke med klubbens sportsdirektør Cristiano Giuntoli. Som resultat af denne opførelse, så valgt Juventus at fyre Allegri to dage senere.

### Milan retur
Allegri blev hyret af Milan i maj 2025, og vendte hermed tilbage til klubben 11 år efter han havde forladt første gang.